# París-Roubaix 2008
La 106a edició de la París-Roubaix es va disputar el 13 d'abril de 2008, sent guanyada pel belga, Tom Boonen. El traçat de la carrera era idèntic al de l'edició de 2007, desenvolupant-se sobre 259 km, dels quals 52,7 km corresponien als 28 trams de pavé.
El final de la cursa es disputà entre els ciclistes Tom Boonen, Fabian Cancellara i Alessandro Ballan. A l'esprint final, al velòdrom de Roubaix, Boonen s'imposà als seus companys d'escapada, assolint d'aquesta manera guanyar la cursa per segona vegada.

## Antecedents
Organitzada per l'Amaury Sport Organisation (ASO), la Paris-Roubaix es va viure immersa en el dur conflicte que enfronta durant el 2008 a la Unió Ciclista Internacional (UCI) i els organitzadors del Tour, ASO; Giro, RCS Esport; i Vuelta, Unipúblic al voltant del projecte de l'UCI ProTour. Així, després d'haver format part del calendari de l'UCI ProTour durant tres temporades, el 2008 decideix sortir-ne i mantenir-s'hi al marge.

## Resum de la carrera
En aquesta edició foren 198 els corredors que prengueren la sortida a Compiègne. El començament de la carrera fou ràpid, amb 100 km recorreguts durant les dues primeres hores.
Abans del primer sector de pavé, al km.87, un trio format per Matthé Pronk (Cycle Collstrop), Jan Kuyckx (Landbouwkrediet) i Alexander Serov (Tinkoff) s'escapà del gran grup. Aquest trio arribà a tenir un màxim avantatge de cinc minuts sobre el gran grup, el qual, encapçalat pel Team CSC es redueix a poc més de 60 ciclistes quan estan prop de la ‘’Trouée d'Arenberg’’.
Sota l'impuls de Stijn Devolder i Johan van Summeren, un grup d'una trentena de ciclistes es forma al final d'aquest dur sector de pavé. Els favorits de la cursa hi són tots presents: Tom Boonen, Alessandro Ballan, Leif Hoste, Fabian Cancellara, Stuart O'Grady, George Hincapie… i els equips Silence-Lotto (quatre corredors), Quick Step i Team CSC (cinc corredors) hi són ben representats.
Mentre els tres homes escapats són agafats pel grup principal Joan Antoni Flecha i Filippo Pozzato, endarrerits abans d'Arenberg, fan la seva reincorporació al grup dels favorits.
A Auchy-lez-Orchies, al sector de pavé número 11, una acceleració de van Summeren provoca una nova selecció, quedant al capdavant un grup de vuit ciclistes: Hoste, Boonen, Devolder, Ballan, Cancellara, O'Grady i el jove Martijn Maaskant.
Sobre les llambordes de Mons-en-Pévèle, és el recent vencedor del Tour de Flandes, Stijn Devolder, l'encarregat d'atacar, sent seguit sols per Stuart O'Grady. El seu duo aconsegueix vint segons de màxim avantatge, abans que van Summeren porti el grup de sis perseguidors. Poc després, un atac de Boonen i Cancellara, sols és seguit per Ballan, mentre que la resta de favorits queden definitivament despenjats de la lluita pel triomf.
Tot i els intents de Cancellara per escapolir-se de la companyia d'escapada, els tres ciclistes arriben junts al velòdrom de Roubaix, amb Ballan al capdavant. Després d'una primera volta a la pista, Boonen ataca, mentre Cancellara i Ballan no el poden seguir i veuen el corredor belga guanyar la seva segona París-Roubaix.
La velocitat mitjana del vencedor fou de 43,406 km/h, la més alta des de l'edició de 1964.
Quart, a tres minuts i trenta-nou segons de retard, Martijn Maaskant, és als 24 anys la revelació d'aquesta edició de la París-Roubaix.

## Classificació final

### 13.04.2008:París-Roubaix, 259 km
|    | Ciclista           | Equip               | Temps      |
| -- | ------------------ | ------------------- | ---------- |
| 1  | Tom Boonen         | Quick Step          | 5h 58' 42" |
| 2  | Fabian Cancellara  | Team CSC            | m. t.      |
| 3  | Alessandro Ballan  | Lampre              | m. t.      |
| 4  | Martijn Maaskant   | Slipstream-Chipotle | + 3' 39"   |
| 5  | Stuart O'Grady     | Team CSC            | + 3' 57"   |
| 6  | Leif Hoste         | Silence-Lotto       | m. t.      |
| 7  | Stijn Devolder     | Quick Step          | + 3' 59"   |
| 8  | Johan van Summeren | Silence-Lotto       | + 4' 35"   |
| 9  | George Hincapie    | Team High Road      | + 5' 12"   |
| 10 | Fabio Baldato      | Lampre              | m. t.      |